# Випо: Авантуре летећег пса
Випо: Авантуре летећег пса (енгл. Vipo: Adventures of the Flying Dog) је израелска прва сезона анимиране телевизијске серије за децу објављена 2007. у Немачкој. Емисија се сада преноси широм света и прате је разне врсте трговачке робе. У Србији, Црној Гори, Босни и Херцеговини и Северној Македонији се приказивало на Ултри, па касније на Минимаксу. Има ДВД издања.            

## Главни ликови
- Пас Випо
- Рода Хенри
- Мачка Бети

## Улоге
| Име лика | Глас |
| -------- | ---- |
| Випо     |      |
| Хенри    |      |
| Бети     |      |